# 中日邦交正常化50周年
中日邦交正常化50周年是2022年9月29日，《中日聯合聲明》签订50周年，在此前后中日双方举行了一系列相关活动。

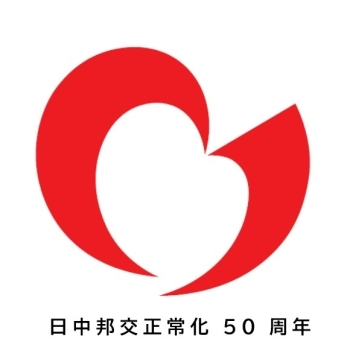
日本政府制作的活动标识，由字母C和J组成心形

## 背景
由于佩洛西访问台湾，中国人民解放军8月4日至7日在台湾周边进行军事演习，日本多次抗议解放军在日本专属经济区发射导弹，中日关系也变得紧张。根据日本非营利组织“言论NPO”的调查，只有6.1%的日本人对中日关系满意。

## 准备工作
6月1日，日本经济团体联合会（经团联）等机构成立了日中邦交正常化50周年交流促进委员会，致力于推进相关纪念活动的筹备工作，包括视频制作、准备仪式等。经团联会长十仓雅和担任委员长，日本前首相福田康夫、前自民党干事长二阶俊博担任最高顾问。经团联在2012年和2017年也曾经牵头成立了执行委员会。

## 高层接触
8月17日，中共中央政治局委员、中央外事办公室主任杨洁篪在天津同日本國家安全保障局长秋叶刚男共同主持中日第九次高级别政治对话，双方确认中日将保持对话沟通。
9月24日，中华人民共和国国务院总理李克强应约与经团联等日本经济界代表举行对话会。李克强希望雙方关系健康发展，欢迎日本企业来華投资。经团联会长十仓雅和表示应当构筑适合新时代的日中经济关系。
9月29日，中共中央总书记、中华人民共和国主席习近平和国务院总理李克强就中日邦交正常化50周年与日本首相岸田文雄互致贺电。

## 纪念活动
9月12日，由中国驻日大使馆与日本经济团体联合会主办的“不忘初心、开创未来”纪念中日邦交正常化50周年研讨会在北京、东京两地举行。中華人民共和國国务委员兼外交部长王毅在视频致辞中表示应致力于雙方的和平与发展，和日本外務大臣林芳正在视频致辞中表示应构建建设性、稳定的日中关系，中国驻日本大使孔铉佑和日本前首相福田康夫发表主旨演讲。雙方政府、经济界代表、专家学者及媒体代表共200余人与会。
9月16日，由中日友协等主办的“重温友好初心 共创美好未来”——2022中日友好交流会议以视频连线方式举行。会议发表了《共同倡议》。 
9月22日，中国驻日大使馆举办庆祝中华人民共和国成立73周年暨中日邦交正常化50周年招待会。中国驻日本大使孔铉佑致辞，日本外务大臣政务官吉川有美代表日本政府表示祝贺，日本前首相福田康夫、前外务大臣田中真紀子、公明党党首山口那津男、日中协会会长野田毅在会上讲话，共300余人与会。
9月28日，中国驻大阪总领馆举行线上招待会。
9月29日，日本东京举办招待会，约850人出席，日本经团联会长十仓雅和、外務大臣林芳正在讲话时强调了雙方对话的必要性。同日北京也举行了约200人出席的纪念招待会，中国对外友协会长林松添主持，全国人大常委会副委员长丁仲礼和日本驻华大使垂秀夫出席并致辞。

## 经济文化交流
3月18日至20日，日本主办中日友好梦想双人围棋比赛。
9月22日，由日本贸易振兴机构和日本企业食品协会主办的日企食品展示洽谈会在北京四季酒店举行，27家日系食品企业等参展。日本驻华大使垂秀夫参观了展览。
9月24日至25日，“协力同心、开创未来”中日邦交正常化50周年民间纪念活动在北京悠唐购物中心举行。中国公共外交协会会长吴海龙、日本驻华大使垂秀夫、外交部亚洲司司长刘劲松、中国日本商会会长池添洋一、前中国驻日本大使程永华出席开幕式并致辞。活动内容有中日文化展示交流、青少年交流互动、中日友好50周年摄影图片展、中日双方企业推介等。市民可以体验日本传统技艺，选购日本特色商品。活动中还介绍了日本的旅游景点和动漫圣地，会场播放了日本歌手平原綾香和虚拟歌手洛天依为活动共同演唱的视频。
同样在9月24日至25日，日本东京代代木公园也举行了名为“2022年日中交流节”的民间交流活动。
9月24日至12月24日，清华大学与日本奈良县政府联合举办“跨越两国的审美：日本与中国汉唐时期文化交流”特展。

## 媒体
9月5日，澎湃新闻启动“50年50人——中日邦交正常化50周年系列采访”，中国公共外交协会会长吴海龙、中華人民共和國外交部部长助理吴江浩、日本驻华大使垂秀夫在启动仪式上致辞。
9月17日，日本新闻网（JNN/TBS）推出了系列采访“因为我在中国生活”。

## 评论
- 日本广播协会（NHK）报道，尽管得到重视，由於2019冠狀病毒病疫情导致的人员往来减少，以及钓鱼岛争端、台海局势，庆祝活动的氛围低调。[36]
- 台湾辅仁大学日本暨东亚研究中心主任何思慎分析称，虽然目前日中关系不能称为友好，但中方对日方抱有期待，双方都希望恢复高层对话以避免误解以及不必要的冲突。[37]